# Афсія Ерзі
Афсія Ерзі́ (фр. Hafsia Herzi; нар. 25 січня 1987, Маноск, Франція) — французька акторка алжирсько-туніського походження.

## Біографія
Афсія Ерзі народилася на півдні Франції у великій сім'ї. Її батько — тунісець, а мати — алжірка, танцювала танець живота. У Афсії чотири брати і сестри. У 13-річному віці отримала епізодичну роль в телефільмі «Нотатки про смішне» (Notes sur le rire) з Томасом Жуанне. Навчалася в Марселі, де у 2005 році отримала ступінь бакалавра.
У 2005 році знялася у фільмі «Кус-кус і барабулька» Абделатіфа Кешиша, де її роль відмічена на 64-му Венеційському МКФ премією Марчелло Мастроянні, а також преміями Люм'єр та Сезар найперспективнішій молодій акторці, Золотою зіркою французької кінопреси. У 2008 році Асфія переїхала до Парижа.
Афсія Ерзі відвідувала також курси дикції, щоб пом'якшити свій марсельсьний акцент. Знявшись в кількох інших ролях, вона вирішила концентруватися виключно на кіно у 2007 році.
У 2008 році знялася у фільмі Франсіса Хастера «Людина і його пес» (з Жаном-Полем Бельмондо в головній ролі).

## Фільмографія
| Рік  | Назва українською      | Оригінальна назва     | Роль            |
| ---- | ---------------------- | --------------------- | --------------- |
| 2000 | Нотатки про смішне     | Notes sur le rire     |                 |
| 2007 | Кус-кус і барабулька   | La graine et le mulet | Рум             |
| 2008 | Француженка            | Française             | Софія (доросла) |
| 2008 | Чоловік та його собака | Un Homme et Son Chien | Лейла           |
| 2009 | Світанок світу         | L'Aube du monde       |                 |
| 2009 | Король втечі           | Le Roi de l'évasion   |                 |
| 2009 | Таємне життя           | Anonymes              | Аїша            |
| 2010 | Жозеф і дівчина        | Joseph et la Fille    |                 |
| 2011 | Будинок терпимості     |                       | Саміра          |
| 2011 | Джерело                | La Source des femmes  | Есмеральда      |
| 2012 | Спадок                 | Héritage              | Хаджар          |
| 2013 | Поворот на Маракаеш    | Exit Marrakech        | Каріна          |
| 2013 | Марш                   | La Marche             | Моніа           |
| 2013 | По сигарети            | Elle s'en va          | Джейн           |
| 2014 |                        | Le Sac de farineh     | Сара            |
| 2014 | Військова історія      | War Story             | Афсія           |
| 2018 | Чорна смуга            | Fleuve noir           | Шерифа          |

## Визнання
| Нагороди та номінації | Нагороди та номінації          | Нагороди та номінації          | Нагороди та номінації | Нагороди та номінації | Нагороди та номінації |
| Рік                   | Нагорода                       | Категорія                      | Фільм                 | Результат             |                       |
| --------------------- | ------------------------------ | ------------------------------ | --------------------- | --------------------- | --------------------- |
| 2007                  | Венеційський кінофестиваль     | Приз Марчелло Мастроянні       | Кус-кус і барабулька  | Перемога              |                       |
| 2008                  | Премія «Сезар»                 | Найперспективніша акторка      | Кус-кус і барабулька  | Перемога              |                       |
| 2008                  | Премія «Люм'єр»                | Найперспективніша акторка      | Кус-кус і барабулька  | Перемога              |                       |
| 2008                  | Золота зірка французького кіно | Найкращий дебют у жіночій ролі | Кус-кус і барабулька  | Перемога              |                       |
| 2008                  | Кінофестиваль в Дубаї          | Найкраща акторка               | Француженка           | Перемога              |                       |